# Zica y los Camaleones
Zica e os Camaleões (en español: Zica y los Camaleones) es una serie de dibujos animados de Brasil, escrita por Ari Nicolosi. Fue producida por la empresa Cinema Animadores con la coproducción de Conteúdos Diversos, en colaboración con TV Brasil y TV Cultura a través del proyecto AnimaCultura. debutó en TV Brasil el 21 de abril de 2014, con su primera temporada con 13 episodios inicialmente. En la segunda mitad de 2014, la serie ha sido licenciada y transmitida por Nickelodeon Brasil y Latinoamérica.
Se originó a través de un corto mostrado por proyecto AnimaTV de 2010,lo mismo en que surgió la serie animada Trompa Tren y Garrapatas y catapultas, aunque no consagrada como vencedora. El piloto de la serie, siempre los lunes, recibió el premio de Mejor Animación infantil de la 9.ª Mostra de Cinema Infantil de Florianópolis, por el Jurado Oficial.

## Sinopsis
Zica es una chica de 14 años que se siente en blanco y negro en un mundo de colores. Alternativamente, se preocupa por el futuro y cuestiona la forma de vida de sus padres y algunos compañeros de clase. Zica busca asimilar el período de transición que vive a través de su arte: grafito, escribe y compone canciones con su banda formada con su mejor amigo y el baterista Patata. Cuando está sola en su habitación ella habla y reflexiona con sus tres camaleones mascotas, sus confidentes y consejeros, que son también parte de su proceso creativo. Los episodios se dividen entre el "mundo real" en el que vive y en el "mundo creativo", lo que sucede dentro de su habitación y el videoclip de canciones que vivió en la historia y la inspira a componer.

## Emisión
| País        | Cadena(s)                                           | Título                |
| ----------- | --------------------------------------------------- | --------------------- |
| Brasil      | Nickelodeon                                         | Zica e os Camaleões   |
| Brasil      | TV Cultura                                          | Zica e os Camaleões   |
| Brasil      | TV Brasil                                           | Zica e os Camaleões   |
| Argentina   | Nickelodeon Latinoamérica HD Nick Jr. Latinoamérica | Zica y los Camaleones |
| Paraguay    | Nickelodeon Latinoamérica HD Nick Jr. Latinoamérica | Zica y los Camaleones |
| Venezuela   | Nickelodeon Latinoamérica HD Nick Jr. Latinoamérica | Zica y los Camaleones |
| Uruguay     | Nickelodeon Latinoamérica HD Nick Jr. Latinoamérica | Zica y los Camaleones |
| Panamá      | Nickelodeon Latinoamérica HD Nick Jr. Latinoamérica | Zica y los Camaleones |
| México      | Nickelodeon Latinoamérica HD Nick Jr. Latinoamérica | Zica y los Camaleones |
| Bolivia     | Nickelodeon Latinoamérica HD Nick Jr. Latinoamérica | Zica y los Camaleones |
| Perú        | Nickelodeon Latinoamérica HD Nick Jr. Latinoamérica | Zica y los Camaleones |
| Puerto Rico | Nickelodeon Latinoamérica HD Nick Jr. Latinoamérica | Zica y los Camaleones |
| Colombia    | Nickelodeon Latinoamérica HD Nick Jr. Latinoamérica | Zica y los Camaleones |
| Honduras    | Nickelodeon Latinoamérica HD Nick Jr. Latinoamérica | Zica y los Camaleones |
| Ecuador     | Nickelodeon Latinoamérica HD Nick Jr. Latinoamérica | Zica y los Camaleones |
| Chile       | Nickelodeon Latinoamérica HD Nick Jr. Latinoamérica | Zica y los Camaleones |
| Costa Rica  | Nickelodeon Latinoamérica HD Nick Jr. Latinoamérica | Zica y los Camaleones |